# Abadia de Santa Cecília (Ryde)
A Abadia de Santa Cecília, Ryde é uma abadia de monjas Beneditinas na Ilha de Wight, Inglaterra.
Sob o Patrocínio do Sagrado Coração
Fundada em 1882, e dedicado à Paz do Coração de Jesus, A Abadia de Santa Cecília de Ryde, Ilha de Wight, pertence à Ordem Beneditina e, em particular, à Congregação de Solesmes de Dom Prosper Guéranger. As monjas vivem uma tradicional vida monástica, vida de oração, trabalho e estudo, de acordo com a antiga Regra de São Bento.
Como um dos institutos que se dedicam 'inteiramente para o culto divino na vida contemplativa' (concílio Vaticano II, Perfectae Caritatis, 9) e seguindo a tradição de Solesmes, a Abadia de Santa Cecília põe ênfase principal sobre a solene celebração da liturgia, com a Missa e o ofício Divino cantado diariamente no canto Gregoriano. O Concílio Vaticano II reconheceu a vida contemplativa como pertencentes 'a plenitude da presença da Igreja' (Ad Gentes 18) e observou-se que tais comunidades têm sempre uma distinta parte a desempenhar no Corpo Místico de Cristo' (Perfectae Caritatis, 7). Como Lumen Gentium (4) expressou isto", Pois, apesar de, em alguns casos, o religioso não diretamente se misturar com os seus contemporâneos, mas em um sentido mais profundo, estes mesmos religiosos estão unidos com eles o coração de Cristo e cooperaram com eles espiritualmente.'
A história da Comunidade tem duas fontes:
- o século XVII, reforma belga de Florença de Werquignoeul, e
- a restauração da ordem monástica de Solesmes, na França, por Dom Prosper Guéranger no século XIX.

Florença de Werquignoeul

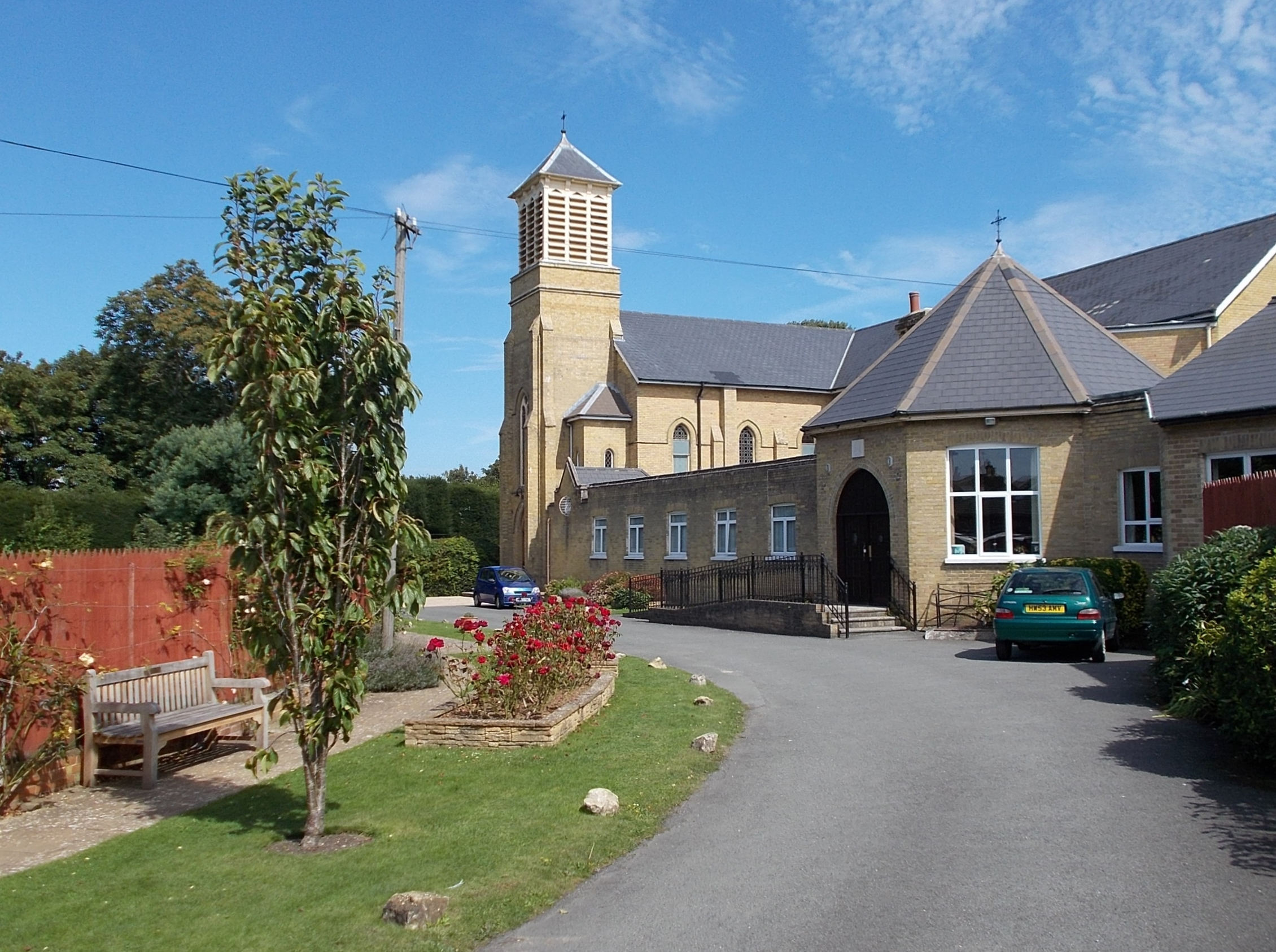
St. Cecilias's Abbey

Com outras grandes abadessas desse período, ela ajudou a reviver a ordem que estava sendo destruída.
Em 1604 Florença e quatro companheiros deixaram a casa Cisterciense em Flînes com a finalidade de observar a Regra em sua totalidade. Ela estabeleceu o mosteiro de Paix catedral de Notre Dame em Douai em 1604. Fundamentos de seguida, e em 1627 outra Paix Notre Dame cresceu em Liège. Em 1882, esta casa feita uma fundação em Ventnor na Ilha de Wight, dedicado à Paz do Sagrado Coração, Pax Cordis Jesu. Esta é a origem da Comunidade presente. A pedido do Bispo, ele abriu uma pequena escola para meninas que floresceram durante alguns anos, mas foi dada, em 1922, quando a expansão da comunidade mudou-se para o local em Appley Ryde, desocupado pelo retorno à França das freiras exilada freiras da Abadia de Ste-Cécile de Solesmes.
Dom Prosper Guéranger
Guéranger reviveu a Ordem Beneditina, na França, em 1833, onde ela tinha deixado de existir por quarenta e três anos. Ele comprou o Convento de Solesmes, que foi posteriormente aumentado para o intervalo de Abadia pelo Papa Gregório XVI. Em seus últimos anos, ele organizou, em colaboração com a primeira abadessa, Mãe Cécile Bruyère, o estabelecimento de uma comunidade de mulheres, sob a Regra de são Bento na abadia de Ste-Cécile de Solesmes.
Nem ele nem a Florença de Werquignoeul desejaram criar uma nova forma de vida religiosa, mas retornar para uma antiga, mas viva tradição. Para tanto, o retorno à tradição Beneditina poderia ser realizada somente por meio da adoção e do cumprimento da Regra: "é pela Regra de São Bento que vamos ser Beneditinos", escreveu Guéranger. Para Florence, também, a Regra foi o alicerce de sua reforma, ' o pão de cada dia que tinha nutrido no passado o fervor de todos os santos, no rigor da observância monástica.'
Leis Francesas anticlericais
Por causa da leis anticlericais de 1901, as monjas da Abadia Ste-Cécile de Solesmes tinha sido obrigada a deixar a França. Eles encontraram um lar temporário em Northwood Casa, uma casa de campo em Cowes , na Ilha de Wight, emprestada por Edmund Ala (filho de William George Ward, uma das figuras proeminentes do Movimento de Oxford e um amigo do Cardeal Newman). Quando ficou claro que não haveria rápido fim para o exílio, as monjas francesas tinha que pensar em uma forma mais permanente de casa. Eles compraram Appley Casa perto de Ryde. As monjas de Solesmes ergueram claustros e a igreja, desenhado por Edward Goldie (1856-1921), o filho do prolífico arquiteto católico George Goldie. A Igreja foi solenemente dedicada á Santa Cecília, em 12 de outubro de 1907.
No retorno das freiras da Ste-Cécile à França, em 1922, após 20 anos de exílio, a comunidade de Pax Cordis Jesu em Ventnor adquiriu o imóvel desocupado em Appley, que veio a ser conhecida como Abadia de Santa Cecília, Ryde.
Em 1950, depois de mais de meio século de contato com a congregação, a Abadia de Santa Cecília de si mesma tornou-se parte da Congregação de Solesmes.
No exterior
Em 1967, a primeira fundação Beneditina de monjas indianas foi feita em Bangalore, no Sul da Índia, provinda de Santa Cecília. Shanti Nilayam (Casa da Paz) foi elevada a abadia em 1993 e tem-se feito várias fundações. Essas casas pertencem à Confederação Beneditina, que tem o seu centro em Santo Anselmo, em Roma.
Vida Diária
A Comunidade apoia-se, sobretudo, através de sua produção de altar pães, bem como no intelectual e o trabalho artístico (caligrafia, velas, etc.). Outro trabalho manual inclui o jardim, o pomar, e a apicultura.
Em 1974, o Papa Paulo VI emitido Jubilate Deo, uma seleção de peças de cantos, para cada bispo na Igreja para incentivar o canto de Simples melodias Gregorianas nas paróquias. A Comunidade gravou o canto para apoiar este esforço, no que foi a primeira gravação de monjas no Reino Unido. Entre 1980 e 1992, a Comunidade produziu mais nove gravações de seu canto.